# Caxarias
Caxarias ist eine Gemeinde (Freguesia) im portugiesischen Kreis Ourém. In ihr leben 2136 Einwohner (Stand 19. April 2021).
Caxarias liegt an der Linha do Norte.